# 斯泰特萊恩 (內華達州)
斯泰特萊恩（英語：Stateline）是位於美國內華達州道格拉斯縣的普查規定居民點。

## 人口
根據2020年美國人口普查的數據，斯泰特萊恩的面積為2.13平方千米，當中陸地面積為1.86平方千米，而水域面積為0.27平方千米。當地共有人口595人，而人口密度為每平方千米279.34人。